# 빌라델콘테
빌라델콘테(이탈리아어: Villafranca Padovana)는 이탈리아 베네토주 파도바도에 있는 코무네(기초 자치체)로 베네치아에서 북서쪽으로 약 40 킬로미터 (25 mi), 파도바에서 북쪽으로 약 20 킬로미터 (12 mi)에 위치한다.